# (1477) Bonsdorffia
(1477) Bonsdorffia – planetoida należąca do zewnętrznej części pasa głównego asteroid okrążająca Słońce w ciągu 5 lat i 251 dni w średniej odległości 3,19 au. Została odkryta 6 lutego 1938 roku w Obserwatorium Iso-Heikkilä w Turku przez Yrjö Väisälä. Nazwa planetoidy pochodzi od Ilmari Bonsdorffa, fińskiego astronoma. Przed nadaniem nazwy planetoida nosiła oznaczenie tymczasowe (1477) 1938 CC.